# Tawros (stacja metra)
Tawros – stacja linii 1 metra ateńskiego. Stacja ta położona jest niedaleko centrum w Atenach. Została oddana do użytku w 1904 roku.